# 509国道
509国道（或国道509线、G509线、唐通线）是在中华人民共和国的一条国道，起点为河北唐山市京唐港，终点为北京通州区。
这条国道经过北京、河北和天津3个省级行政区。

## 走向及主要路名

### 河北（东段）
- 乐亭县(  原S362唐港线）
- 滦南县(  原S362唐港线）
- 丰南区(  原S362唐港线）
- 开平区(  原S362唐港线）
- 路北区(  原S361唐通线）
- 丰润区(  原S361唐通线）

### 天津
- 宝坻区(  原S304唐通线）[2]（今后预计部分改线以绕开宝坻城区）

### 河北（西段）
- 香河县(  原S361唐通线）[3]

### 北京
- 通州区(  原S301通香路）[4]